# Мазаракис-Эниан, Александрос
Александрос Мазаракис-Эниан (греч. Αλέξανδρος Μαζαράκης-Αινιάν; 1874, Афины — 1943, там же) — греческий офицер, участник борьбы за Македонию, генерал-лейтенант. Трижды начальник генерального штаба армии, министр, член Афинской академии наук.

## Биография
Александрос Мазаракис-Эниан родился в Афинах в 1874 году. Поступил в офицерское училище в 1890 году и окончил его в звании младшего лейтенанта артиллерии 30 июня 1895 года. Принял участие в греко-турецкой войне 1897 года, командуя артиллерийской батареей. Прослужил затем 3 года в только-что созданной географической службе армии.
В 1905 году, с назначением Коромиласа консулом в Фессалоники начался новый этап в противоборстве Греции с другими балканскими государствами, в основном с Болгарией, на территории османской Македонии. Для организации подпольной и партизанской борьбы в Македонии, одновременно против османских властей и болгарских четников, Коромилас призвал в консульство группу офицеров, в качестве секретарей. Младший лейтенант Мазаракис прибыл под фамилией Иоаннидис, а его брат Мазаракис-Эниан, Константинос, под фамилией Стергиакис
.
Александр Мазаракис не принимал участие непосредственно военной борьбе и был вовлечён в основном в организационную деятельность
.
Александр Мазаракис прослужил агентом при консульстве три с половиной года, до 1908 года, когда борьба за Македонию была свёрнута после младо-турецкой революции.
Между тем, в 1906 году, он получилзвание лейтенанта .
После возвращения из Македонии, он продолжил учёбу во Франции в Сен-Сире . В Балканские войны он служил офицером штаба 7-й пехотной дивизии. В 1914 году получил звание майора и стал начальником штаба 5-й пехотной дивизии в городе Драма.В сентябре 1916 года он присоединился к Венизелосу и к его Движению Национальной Обороны в Фессалоники, вместе с другими сторонниками вступления Греции в войну. Во время Первой мировой войны служил при штабах в звании полковника. Впоследствии сопровождал ПМ Венизелоса как военный эксперт на Парижской мирной конференции и подготовил этнологические и военные исследования для поддержки греческих территориальных претензий ..
Вернулся в Грецию в июле 1919 года, и принял командование дивизией Смирны Измир в Малой Азии.
В 1920 году он получил звание генерал-майора, и возглавляя свою дивизию, взял город Балыкесир а затем направился к Бурсе во время летнего греческого наступления. Отсюда его дивизия была отозвана для высадки на европейский берег Мраморного моря, при занятии греческой армией Восточной Фракии: Мазаракис командовал десантом переброшенным из Азии в Мармара Эреглиси и Текирдаг, а затем продолжил наступление на север. Сломив сопротивление турок при Люлебургазе, Бабаэски и Чорлу и взяв в плен турецкого командующего , Cafer Tayyar Eğilmez, его соединение вступило в Адрианополь. Вернувшись в Азию, он со своей дивизией занял позиции вокруг Бурсы, и совершил несколько рейдов на территории, контролируемые кемалистами. После поражения Венизелоса на выборах ноября 1920 года, он ушёл в отставку..
В 1921 году он опубликовал ряд статей, критикуя стратегию ведения войны в Малой Азии нового парвительства монархистов, рекомендуя стабилизацию и укрепление линии фронта, вместо затеянного наступления вглубь Турции. После греческого поражения и ухода из Азии в августе 1922 года, он был назначен греческим представителем во время переговоров в Муданья. Мазаракис первоначально отказался подписать Муданийское перемирие, когда обнаружил что Греция, после эвакуации из Малой Азии, должна была оставить и Восточную Фракию. Под давлением союзников по Антанте, греческая армия оставила без боя Восточную Фракию (сегодняшнюю европейскую Турцию). Впоследствии он был снова отозван и назначен начальником штаба армии Западной Фракии и был военным советником греческой делегации на Лозаннской конференции .
В 1924 году, Мазаракис получил звание генерал-лейтенанта и был назначен начальником генерального штаба армии, начав процесс её реорганизации после малоазийской катастрофы . Был снят со своего поста после переворота генерала Пангалоса в июне 1925 года, но был восстановлен в своей должности в сентябре 1926 года, после свержения диктатуры Пангалоса.
Мазаракис стал военным министром в правительстве Заимис, Александрос а 1926—1928.
Был избран членом Афинской академии наук, за его исторические исследования в сентябре 1928 года. В марте 1929 года был назначен генеральным инспектором военных училищ, вскоре вновь начальником генерального штаба армии, находясь на этом посту до июня 1931 года.
В марте 1933 года, во время чрезвычайного положения, установленного генералом Александром Оттонеос, Мазаракис стал министром Национального образования, и, временно, министром иностранных дел (6/7 марта) и авиации (9/10 марта).
В 1935 году, после попытки переворота сторонников Венизелоса, Мазаракис был направлен в запас, и ушёлв отставку в 1937 году, по возрасту. В том же году, Мазаракис был президентом Афинской Академии.
Генерал-лейтенант Александрос Мазаракис-Эниан умер в Афинах в 1943 году.